# بادي أوبراين
بادي أوبراين (بالإنجليزية: Paddy O'Brien) هو موسيقي أيرلندي، ولد في 13 سبتمبر 1945.

## وصلات خارجية
- بادي أوبراين على موقع ميوزك برينز (الإنجليزية)
- بادي أوبراين على موقع ديسكوغز (الإنجليزية)